# 青木野枝
青木 野枝（あおき のえ、1958年 - ）は、東京都出身の彫刻家、版画家。多摩美術大学客員教授。
鉄を媒介にした空間表現が特徴とされる。
重量感のある彫刻とは対照的に、軽やかで繊細、流れるような彫刻で知られている—artscapeレビュー　青木野枝
また、「鉄という見た目よりもずっと重い素材を使いながら、時には藤の籠のような、また時には草花のシルエットのような重量を感じさせない彫刻を作り出している。」
鉄は通常、美術作品の素材としてではなく工業材料として使われるものであるが、青木は自分で切って加工をすると新しく生まれ変わるような感覚がすごく好きと述べている。
父は冤罪事件を告発する著述で知られるジャーナリストの青地晨。

## 経歴
- 1981年 - 武蔵野美術大学造形学部彫刻学科を卒業
- 1983年 - 同校大学院造形研究科の彫刻コースを修了
- 1990年 - 第12回神戸須磨離宮公園現代彫刻展に参加
- 1995年 - 国立国際美術館で個展開催
- 2000年 - 芸術選奨新人賞受賞、東京都目黒区で個展
- 2005年 - 「創造のさなかに」展、練馬区立美術館[4]
- 2010年 - 「女性アーティストと、その時代 : 資生堂ギャラリー開廊90周年記念」展[5]
- 2012年 - 「青木野枝 | ふりそそぐものたち」展、豊田市美術館、名古屋市美術館[6]
- 2014年 - 富山県入善町で展覧[7]
- 2019年 - 「青木野枝ふりそそぐものたち」展、長崎県美術館[8]
- 2019年 - 「空間に線を引く : 彫刻とデッサン」展、平塚市美術館ほか[9]

### 受賞歴・栄典
- 第9回倫雅美術奨励賞（創作部門）1997年
- 平成11年度（第50回）芸術選奨文部大臣新人賞 2000年
- 第33回中原悌二郎賞優秀賞 2003年

第20回記念 現代日本彫刻展下関市立美術館賞（植木茂記念）
- 第19回 公益信託タカシマヤ文化基金タカシマヤ美術賞 2009年
- 第55回（2013年度）毎日芸術賞 2014年[10]
- 第40回中原悌二郎賞（2017年）
- 第71回芸術選奨文部科学大臣賞（2021年）[11][12]
- 紫綬褒章（2021年）[13][14]

## 主な作品収蔵先
50音順。
- 宇都宮美術館
- 大分市美術館
- 国際芸術センター青森
- 国立国際美術館
- 千葉市美術館
- 名古屋市美術館
- 新潟県立近代美術館[15]
- 広島市現代美術館
- 目黒区美術館[16]
- 愛知県立美術館
- ポーラ美術館

## 主な展覧会
- 「ユーロパリア1989ジャパン現代日本彫刻展」ミデルハイム野外彫刻美術館（ベルギー）（1989年）[17]
- 「第1回北九州国際ビエンナーレ」（北九州）（1990年）
- 「近作展-19 青木野枝」国立国際美術館（大阪）（1995年）
- 個展「青木野枝展-軽やかな、鉄の森」目黒区美術館（東京）（2000年）

2003年
- 個展「熊と鮭に」国際芸術センター青森（青森）
- 「越後妻有アートトリエンナーレ2003」新潟県越後妻有
- 個展「空の水」入善町下山芸術の森発電所美術館（富山）（2004年）[7]
- 個展 上海美術館（中国）（2008年）
- 「瀬戸内国際芸術祭」（豊島）（2010年）
- 個展「ふりそそぐものたち」豊田市美術館、名古屋市美術館（愛知）（2012年）

2013年
- 個展「ふりそそぐものー有隣荘」大原美術館（岡山）
- 「あいちトリエンナーレ」（愛知）
- 「ロジカルエモーション」（スイス、ポーランド、ドイツ）（2014年）[2][18]